# دانشگاه ناگویا
دانشگاه ناگویا (به انگلیسی: Nagoya University) یکی از هفت دانشگاه ملی در ژاپن که می‌باشد و در ناگویا واقع شده است

## دانش‌آموختگان سرشناس
- هیروشی آمانو
- ایسامو آکاساکی
- ماکوتو کوبایاشی
- شیهید ماسکاوا
- اسامو شیمومورا
- ریوجی نویوری